# Brookville (Indiana)
Brookville ist eine Town im Brookville Township im Franklin County im US-amerikanischen Bundesstaat Indiana. In Brookville befindet sich der Verwaltungssitz des Franklin Countys.

## Geographie
Die Fläche Brookvilles beträgt 3,99 km². Die Stadt liegt an der Gabelung des Whitewater Rivers. Westlich der linken Gabelung liegt der County Park. Im Norden grenzt Brookville an den Brookville Lake. Durch Brookville verläuft der U.S. Highway 52, über den man die 105 Kilometer weiter nordwestlich gelegene Hauptstadt Indianas, Indianapolis, erreichen kann.

## Geschichte
Obwohl Menschen bereits früher begannen, sich im Gebiet des heutigen Brookvilles niederzulassen, wurde das Gebiet offiziell erst im Jahr 1804 von Amos Butler entdeckt. 1808 wurde das Gebiet von Thomas Manwarring vermessen. Die Stadt wurde nach der Mutter eines Eigentümers benannt, deren Mädchenname Brooks war. Es ist auch möglich, dass die Stadt ihren Namen aufgrund der vielen Bäche bekam, die von den Hügeln fließen und so den Whitewater River speisen.
Nach einem Bericht der Times aus dem Jahre 1817 hatte Brookville mehr als 80 Haushalte, eine Vielzahl kleinerer Betriebe, sieben Geschäfte, ein Markthaus, ein Gerichtsgebäude und ein Gefängnis.
Im Jahr 1820 war Brookville ein militärischer Stützpunkt. Zusätzlich wurde die Entwicklung der Stadt zwischen 1823 und 1825 vorangetrieben, als Brookville Standort eines US Land office, bei dem Land erworben werden konnte, war. Als das Büro 1825 nach Indianapolis verlegt wurde, erlebte Brooksville eine Phase wirtschaftlichen Einbruchs. Das änderte sich mit der Eröffnung des Whitewater Kanals 1839. Der Kanal nutzte Wasserkraft zur Produktion von Gütern und zum Transport. Daraus resultierte eine bessere Wirtschaftsleistung. 
Der Kanal wurde mehrmals überflutet und einige Abschnitte zerstört. Dies betraf auch den damit zusammenhängenden wirtschaftlichen Betrieb. Währenddessen wartete Brookville auf die Fertigstellung der Eisenbahn.
Als die Gemeinschaft größer wurde, wuchs die Nachfrage nach Holz und Bäumen für die entlang des Kanals gelegene Papierfabrik. Es kam zu extremer Abholzung der umliegenden Wälder.
Im Jahr 1975 wurde der Brookville Damm durch das US Army Corps of Engineers fertiggestellt.

## Demographie
2014 lebten in Brookville 2575 Personen. Damit konnte die Stadt seit dem Jahr 2000 einen Bevölkerungsrückgang von 2,9 Prozent verzeichnen. 41,6 Prozent der Einwohner waren männlich, 58,4 Prozent weiblich. Das Durchschnittsalter betrug 40,5 Jahre.

## Persönlichkeiten

### Söhne und Töchter der Stadt
- Lew Wallace (1827–1905), Rechtsanwalt, General, Politiker und Schriftsteller
- John St. John (1833–1916), Politiker und von 1879 bis 1883 Gouverneur des Bundesstaates Kansas
- Roswell Winans (1887–1968), General[4]
- Hanna Hilton (* 1984), Pornodarstellerin und Model

### Persönlichkeiten mit Bezug zur Stadt
- James B. Ray (1794–1848), Politiker und von 1825 bis 1831 Gouverneur des Bundesstaates Indiana
- David Wallace (1799–1859), Politiker und von 1837 bis 1840 Gouverneur des Bundesstaates Indiana